# Виктория Гессен-Ротенбургская
Анна Виктория Мария Кристина Гессен-Ротенбургская (нем. Anna Viktoria Maria Christina von Hessen-Rotenburg; 25 февраля 1728, Ротенбург-ан-дер-Фульда, Херсфельд-Ротенбург — 1 июля 1792, Париж) — гессенская принцесса и принцесса де Субиз в браке с Шарлем де Роганом.

## Биография
Родившаяся в Ротенбурге-ан-дер-Фульде у Иосифа, наследного принца Гессен-Ротенбургского и его жены; она была старшей из четырёх детей. Среди её двоюродных братьев были король Сардинии Виктор Амадей III и мадам де Ламбаль.
23 декабря 1745 года в замке Роган в Саверне она вышла замуж за Шарля де Рогана, принца де Субиз. Он был главой младшей ветви богатого и могущественного дома Роганов, которые имели статус иностранных принцев при дворе Версаля.
Её муж был дважды вдовцом; его первой супругой была Анна Мария Луиза де ла Тур д’Овернь (1722—1739), а второй — принцесса Анна Тереза Савойская-Кариньянская (1717—1745). У Виктории было две падчерицы: Шарлотта, будущая принцесса Конде, и мадам де Гемене, ставшая гувернанткой детей Людовика XVI.
Как и у мужа, у Виктории были связи вне брака. В 1757 году по приказу Людовика XV она была арестована в Турне, якобы за то, что украла у мужа драгоценности стоимостью 900 тысяч ливров, чтобы сбежать с очевидным любовником, месье де Лаваль-Монморенси.
Супруги рассталась, и ее родители получили 24 тысяч ливров за то, что забрали изгнанную из королевского двора Викторию к себе в Эхтернах. У супругов не было детей, и Виктория умерла в Париже, пережив своего мужа на пять лет.